# Тонких, Анна Васильевна
Анна Васильевна Тонких (1886—1980) — медик, профессор, заслуженный деятель науки РСФСР, 1-я женщина-врач ЗКВ, лауреат премии имени Л. А. Орбели (1968).
Сестра русского военного, участника Китайского похода, русско-японской, первой мировой, гражданской войны И. В. Тонких (1977—1939\47).

## Биография
Родилась 15 февраля 1886 года в семье казака.
Окончила с золотой медалью читинскую гимназию и Санкт-Петербургский женский медицинский институт.
В 1914 году — с дипломом врача возвратилась в Забайкалье, работала военным врачом ЗКВ в станице Ботовской под Сретенском.
В 1915 году — по ходатайству директора женского медицинского института демобилизована из армии, возвратилась в институт для работы на кафедре физиологии.
В годы Гражданской войны работала на кафедре фармакологии Томского университета.
В 1920 году вернулась в Петербург, продолжила преподавательскую и научную работу.
С 1926 по 1936 годы — старший преподаватель кафедры физиологии Военно-медицинской академии им. С. М. Кирова.
В 1936 году — по решению Президиума АН СССР переведена в Институт физиологии имени И. П. Павлова АН СССР, где возглавляла лабораторию физиологии вегетативной нервной системы и нервной трофики, участвовала в разработке оригинального направления в отечественной физиологии — условно-рефлекторной регуляции вегетативных функций.
Работая с академиком Л. А. Орбели, участвовала в разработке учения об адаптационно-трофической функции симпатического отдела нервной системы.
Автор ряда открытий в физиологии, свыше 150 публикаций, в том числе монографии: «Нервные и гормональные факторы в происхождении пневмоний и отека легких» (1949) и «Гипоталамо-гипофизарная область и регуляция физиологических функций организма» (1965).
Умерла 10 января 1980 года в Ленинграде.

## Награды
- Орден Ленина (дважды)
- Орден Трудового Красного Знамени (7.03.1956) — за заслуги в области физиологической науки, в связи с 70-летием со дня рождения и 45-летием научно-педагогической деятельности
- Заслуженный деятель науки РСФСР (1945)
- Премия имени Л. А. Орбели (1968) — за монографию «Гипоталамо-гипофизарная область и регуляция физиологических функций организма»